# Soltész Gáspár
Soltész Gáspár, Schweiger (Budapest, 1901. január 6. – Tapolca, 1984. június 16.) vegyész, műfordító. Soltész Adolf hírlapíró, közgazdasági szakíró fia.

## Élete
Soltész Adolf (1866–1937) és Robitsek Margit (1877–1955) fia. Budapesten érettségizett, majd a budapesti Műegyetemen és Bécsben vegyészmérnöki tanulmányokat folytatott. Szakmájában dolgozott és szaktanulmányokat publikált. 1957-ben jelentette meg Goethe Reineke Fuchs című epikus költeményének fordítását, Rókafi címmel. Ezenkívül Heinrich Heine, Lessing és Johannes R. Becher műveit fordította magyarra, valamint Weöres Sándor és Babits Mihály verseit németre. Kisebb cikkei jelentek meg a Nagyvilág című folyóiratban. 
Első házastársa Benedict Klára (1903–1935) volt, Benedict Ottó és Roheim Ilona lánya, akit 1928. szeptember 8-án Budapesten vett nőül. Második felesége 1937 és 1960 között Balla Lenke (1912–?) volt.

## Főbb művei
- A magyarországi kazánsalakok (Budapest, 1959)
- Játékok (Budapest, 1963)
- Grete und die Tiere: eine gereimte Sache mit Bildern (Budapest, 1964)

### Műfordításai
- Kirst, Hans Hellmut: Igazságra ítélve (Budapest, 1975)
- Döblin, Alfred: Berlin, Alexanderplatz (Budapest, 1976; Budapest, 2009)